# Ksenija Sidorova
Ksenija Sidorova (n. 18 mai 1988, Riga, Republica Sovietică Socialistă Letonă, URSS) este o acordeonistă letonă. Ea a câștigat Marele Premiu pentru Muzică al Letoniei (Lielā Mūzikas balva) în 2012.

## Biografie
Ksenija Sidorova s-a născut în 1988, la Riga, în Republica Sovietică Socialistă Letonă. Încurajată de bunica sa, Ksenia Sidorova a început să cânte la acordeon la o vârstă fragedă. De la vârsta de opt ani, a început să studieze cu profesoara de muzică Marija Gasele. Ksenija Sidorova a studiat la Școala de Muzică Riga 1.  Apoi a studiat în Marea Britanie, unde a obținut un master cu distincție de la Royal Academy of Music din Londra. Ea a fost câștigătoare a mai multor competiții din Letonia, Lituania, Rusia și Italia.
Sidorova interpretează atât muzică clasică, cât și contemporană. A cântat alături de cvartetul de coarde Brooks, Orchestra de cameră din Viena, Orchestra Simfonică Națională din Letonia, Sinfonietta Riga, Orchestra Națională de Operă din Letonia și multe alte grupuri de muzică.
A înregistrat două albume cu casa de discuri din West Sussex, Champs Hill Records, Classical Accordion în 2011 și Fairy Tales în 2013.
În 2015, Sidorova s-a căsătorit cu spaniolul Luis Luis Arizaga Lobeto și a luat numele de familie Ksenia Sidorova-Arizaga.
În 2016, a semnat un contract de înregistrare exclusivă cu casa de discuri germană de muzică clasică Deutsche Grammophon. Primul ei album, Carmen, este o recreație a operei Carmen de Georges Bizet pentru acordeon care încorporează stiluri muzicale latine, asiatice, europene și nord-americane.

## Discografie
- Classical Accordion - Acordeon clasic (Champs Hill Records, 2011)
- Fairy Tales - Povești de basm (Champs Hill Records, 2013)
- Carmen (Deutsche Grammophon, 2016)